# 喬木インターチェンジ
座標: 北緯35度27分0秒 東経137度56分0秒 / 北緯35.45000度 東経137.93333度
喬木インターチェンジ（たかぎインターチェンジ）は、長野県下伊那郡喬木村氏乗にある三遠南信自動車道（飯喬道路・小川路峠道路）のインターチェンジである。三遠南信自動車道は一部しか開通していないため、現在は無料で通行する事が出来る。また、現在の所IC番号は記されていない。
「喬木IC」という名称ではあるものの、喬木村中心部からは12 kmほど離れた山奥の矢筈（やはず）ダム上流部に位置する。喬木村中心部からは長野県道251号上飯田線で接続できるものの、途中には4 kmの狭隘区間があるため、喬木村中心部からも長野県道83号下条米川飯田線、および村道で狭隘区間を迂回するルートが利用される。
当ICは浜松方面のみ利用できるハーフインターチェンジであるため、飯田方面に延伸された際には氏乗ICを利用することになっている（2021年時点では準備工事のみ行われている）。

## 道路
- E69 三遠南信自動車道

## 接続する道路
- 長野県道251号上飯田線

## 歴史
- 1994年（平成6年）3月29日 : 喬木IC - 国道152号仮接続部間開通に伴い供用開始
- 未定 : 飯田上久堅・喬木富田IC - 喬木IC間開通予定[1]

## 隣
E69 三遠南信自動車道
(5)飯田上久堅・喬木富田IC（事業中） - 氏乗IC（事業中） - 喬木IC - 矢筈TN - 国道152号仮接続部 - 程野IC（予定）